# NGC 1333
 NGC 1333  är en reflektionsnebulosa i stjärnbilden Perseus.